# Jan Moczarski
Jan Moczarski herbu Łada – sędzia ziemski wiski w 1632 roku, podstarości wiski w 1626 roku, poborca w 1616 roku.
Poseł na sejm 1639 roku. 
Był elektorem Władysława IV Wazy z ziemi wiskiej w 1632 roku. Elektor z ziemi wiskiej w 1648 roku.